# حباك أسود الصدر
الحباك أسود الصدر (الاسم العلمي: Ploceus benghalensis) نوع من الطيور الصغيرة من فصيلة الحباك، متوطن في بنغلاديش، بوتان، الصين، الهند، نيبال وباكستان.